# Grupo del Banco Mundial

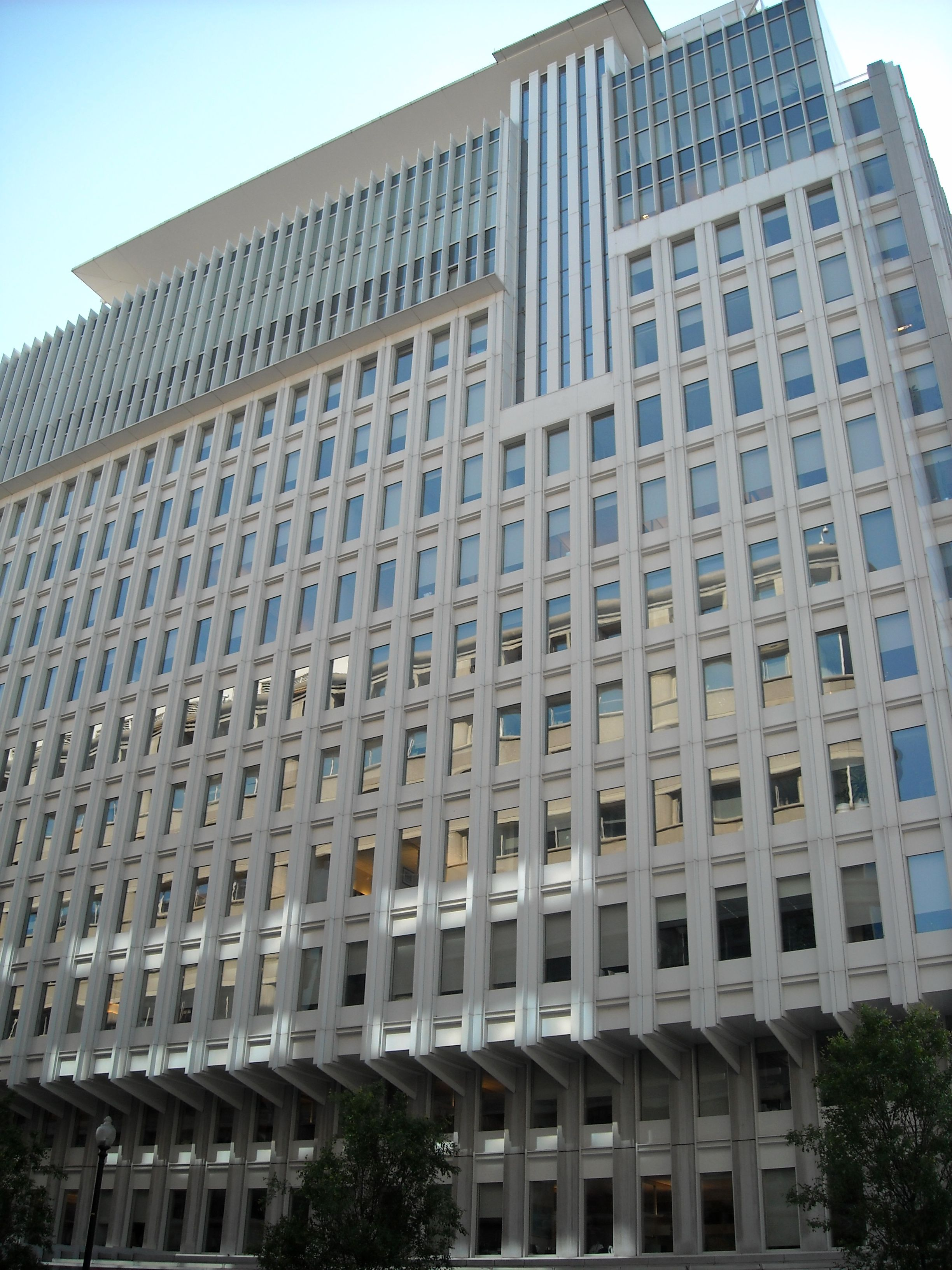

El Grupo del Banco Mundial (GBM) es una familia de cinco organizaciones internacionales que otorgan préstamos apalancados a países en desarrollo. Es el banco de desarrollo más grande y conocido del mundo y un observador en el Grupo de Desarrollo de las Naciones Unidas. El banco tiene su sede en Washington D. C. en los Estados Unidos. Proporcionó alrededor de $ 61 mil millones en préstamos y asistencia a países en "desarrollo" y en transición en el año fiscal 2014. La misión declarada del banco es lograr el doble objetivo de acabar con la pobreza extrema y construir una prosperidad compartida. El total de préstamos a 2015 durante los últimos 10 años a través del Financiamiento para Políticas de Desarrollo fue de aproximadamente $ 117 mil millones. Sus cinco organizaciones son el Banco Internacional de Reconstrucción y Fomento (BIRF), la Asociación Internacional de Fomento (AIF), la Corporación Financiera Internacional (CFI), el Organismo Multilateral de Garantía de Inversiones (MIGA) y el Centro Internacional de Arreglo de Diferencias Relativas a Inversiones (CIADI). Los dos primeros a veces se denominan colectivamente Banco Mundial.
Las actividades del Banco Mundial (el BIRF y la AIF) se centran en los países en desarrollo, en campos como el desarrollo humano (por ejemplo, educación, salud), agricultura y desarrollo rural (por ejemplo, irrigación y servicios rurales), protección ambiental (por ejemplo, reducción de la contaminación, establecimiento y cumplimiento de regulaciones), infraestructura (por ejemplo, carreteras, regeneración urbana y electricidad). , grandes proyectos de construcción industrial y gobernanza (por ejemplo, anticorrupción, desarrollo de instituciones legales). El BIRF y la AIF otorgan préstamos a tasas preferenciales a los países miembros, así como donaciones a los países más pobres. Los préstamos o subvenciones para proyectos específicos suelen estar vinculados a cambios de política más amplios en el sector o en la economía del país en su conjunto. Por ejemplo, ub crédito para mejorar la gestión del medio ambiente costero puede estar relacionado con el desarrollo de nuevas instituciones ambientales a nivel local y nacional y la implementación de nuevas regulaciones para limitar la polución.
El Banco Mundial ha recibido varias críticas a lo largo de los años y se vio empañado por un escándalo con su entonces presidente Paul Wolfowitz y su asistente, Shaha Riza, en 2007.

## Historia

### Fundación
Que surgieron de la Conferencia Monetaria y Financiera de las Naciones Unidas (1 al 22 de julio de 1944). También proporcionó la fundación del Comité Osiander en 1951, responsable de la preparación y evaluación del Informe sobre el desarrollo mundial. Iniciando operaciones el 25 de junio de 1946, aprobó su primer préstamo el 9 de mayo de 1947 (US $ 250 millones a Francia para la reconstrucción de posguerra, en términos reales el mayor préstamo que el Banco ha emitido hasta la fecha).

## Membresía
Grupo del Banco Mundial:

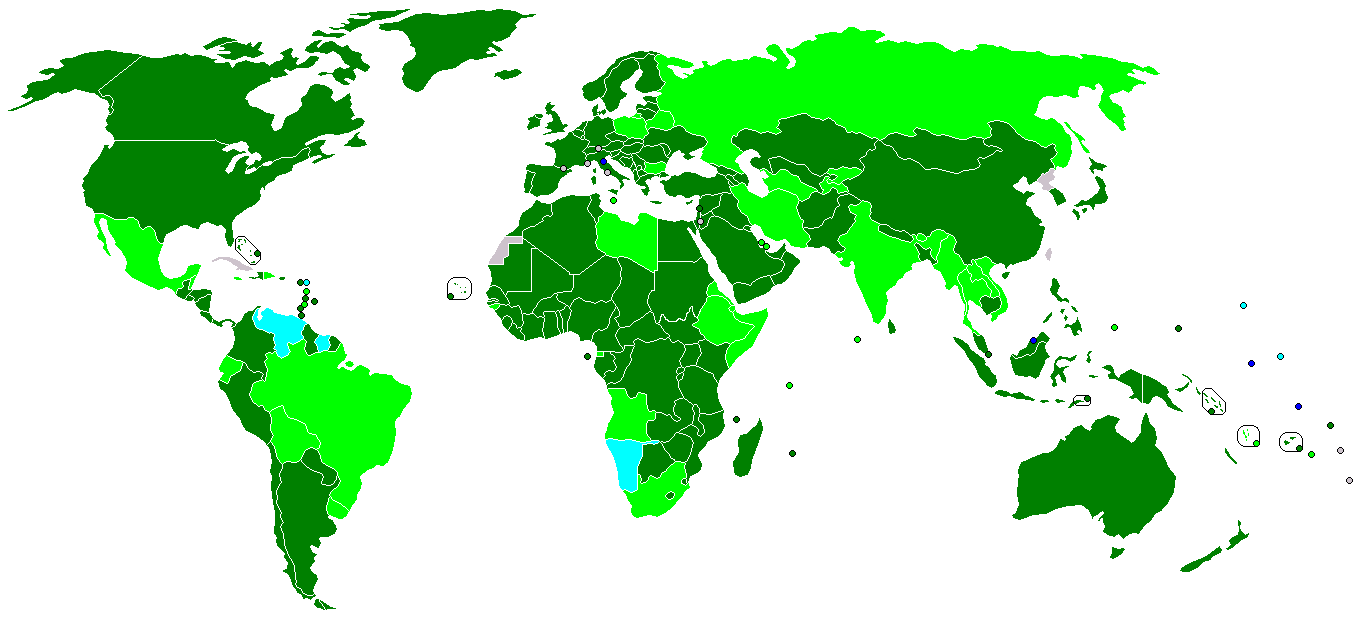
Grupo Banco Mundial:
estados miembros de los cinco organizaciones del GBM
estados miembros de cuatro organizaciones del GBM
estados miembros de tres organizaciones del GBM
estados miembros de dos organizaciones del GBM
estados miembros solo del BIRF

- Estados miembros de las cinco organizaciones del GBM
- Estados miembros de cuatro organizaciones del GBM
- Estados miembros de tres organizaciones del GBM
- Estados miembros de dos organizaciones del GBM
- Estados miembros únicamente del BIRF

Todos los 193 miembros de la ONU y Kosovo que son miembros del GBM participan como mínimo en el BIRF. A mayo de 2016, todos ellos también participan en algunas de las otras cuatro organizaciones (IDA, IFC, MIGA e ICSID).
Miembros del GBM por el número de organizaciones en las que participan:
- solo en BIRF: Ninguno
- BIRF y otra organización: San Marino , Nauru , Tuvalu , Brunéi
- BIRF y otras dos organizaciones: Antigua y Barbuda, Surinam, Venezuela, Namibia, Islas Marshall, Kiribati
- El BIRF y otras tres organizaciones: India, México, Belice, Jamaica, República Dominicana, Brasil, Bolivia, Uruguay, Ecuador, Dominica, San Vicente y las Granadinas, Guinea-Bissau, Guinea Ecuatorial, Angola, Sudáfrica, Seychelles, Libia, Somalia , Etiopía, Eritrea, Yibuti, Baréin, Catar, Irán, Malta, Bulgaria, Polonia, Rusia, Bielorrusia, Kirguistán, Tayikistán, Turkmenistán, Tailandia, Laos, Vietnam, Palaos, Tonga, Vanuatu, Maldivas, Bután, Myanmar
- Las cinco organizaciones del GBM: el resto de los 138 miembros del GBM
- Los no miembros son Andorra, Cuba, Liechtenstein, Mónaco, Estado de Palestina, Ciudad del Vaticano, Taiwán y Corea del Norte.

## Estructura organizativa

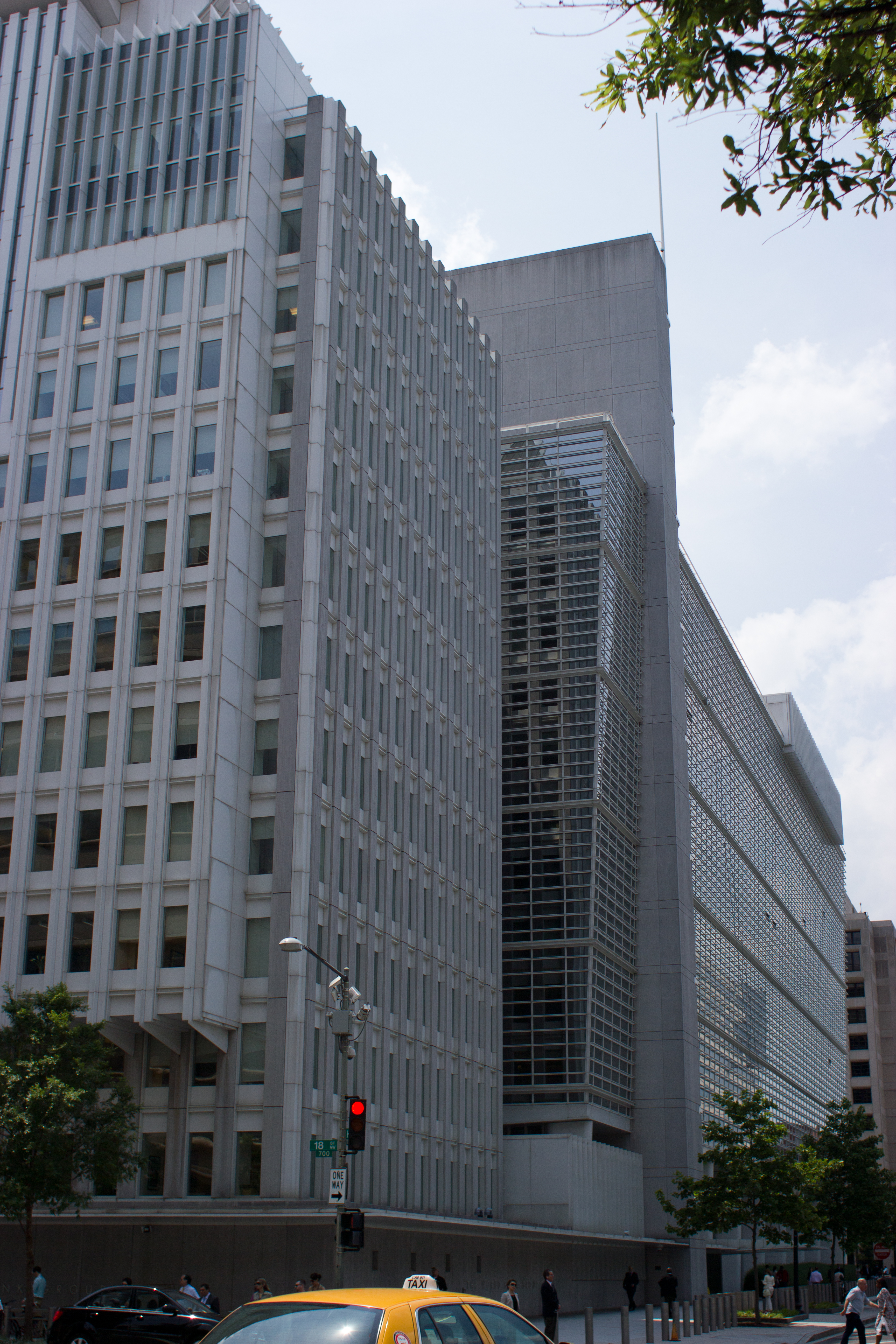
Edificio del Grupo del Banco Mundial en Washington D. C.

Junto con cuatro agencias afiliadas creadas entre 1957 y 1988, el BIRF forma parte del Grupo del Banco Mundial. La sede del Grupo se encuentra en Washington D. C. Es una organización internacional propiedad de los gobiernos miembros; aunque genera ganancias, se utilizan para apoyar los esfuerzos continuos en la reducción de la pobreza.
Técnicamente, el Banco Mundial es parte del sistema de Naciones Unidas, pero su estructura de gobierno es diferente: cada institución del Grupo del Banco Mundial es propiedad de sus gobiernos miembros, que suscriben su capital social básico, con votos proporcionales a la participación accionaria. La membresía otorga ciertos derechos de voto que son los mismos para todos los países, pero también hay votos adicionales que dependen de las contribuciones financieras a la organización. El presidente del Banco Mundial es designado por el presidente de los Estados Unidos y elegido por la Junta de Gobernadores del Banco. Al 15 de noviembre de 2009, Estados Unidos tenía el 16,4% del total de votos, Japón el 7,9%, Alemania el 4,5%, el Reino Unido el 4,3% y Francia el 4,3%. Dado que los cambios en los estatutos del Banco requieren una supermayoría del 85%, Estados Unidos puede bloquear cualquier cambio importante en la estructura de gobierno del Banco. Debido a que Estados Unidos ejerce una influencia formal e informal sobre el Banco como resultado de su participación en los votos, el control sobre la Presidencia y la ubicación de la sede del Banco en Washington D. C., los amigos y aliados de Estados Unidos reciben más proyectos con términos más indulgentes.

### Agencias del Grupo del Banco Mundial
El Grupo del Banco Mundial está formado por
- el Banco Internacional de Reconstrucción y Fomento (BIRD), creado en 1944, que proporciona financiación de la deuda sobre la base de garantías soberanas;
- la Corporación Financiera Internacional (CFI), creada en 1956, que proporciona diversas formas de financiación sin garantías soberanas, principalmente al sector privado;
- la Asociación Internacional de Fomento (AIF), creada en 1960, que proporciona financiación en condiciones favorables (préstamos sin intereses o subvenciones), normalmente con garantías soberanas;
- el Centro Internacional de Arreglo de Diferencias Relativas a Inversiones (CIADI), creado en 1965, que colabora con los gobiernos para reducir el riesgo de las inversiones;
- el Organismo Multilateral de Garantía de Inversiones (OMGI), creada en 1988, que ofrece seguros contra determinados tipos de riesgo, incluido el riesgo político, principalmente al sector privado.

El término "Banco Mundial" suele referirse sólo al BIRF y a la AIF, mientras que el término "Grupo del Banco Mundial" o "GBM" se utiliza para referirse a las cinco instituciones en conjunto.
El Instituto del Banco Mundial es la rama de desarrollo de capacidades del Banco Mundial, que ofrece programas de aprendizaje y otros programas de desarrollo de capacidades a los países miembros.
El BIRF cuenta con 189 gobiernos miembros, y las demás instituciones tienen entre 153 y 184. Todas las instituciones del Grupo del Banco Mundial están dirigidas por una junta de gobernadores que se reúne una vez al año. Cada país miembro nombra a un gobernador, generalmente su Ministro de Finanzas. En el día a día, el Grupo del Banco Mundial está dirigido por un consejo de 25 directores ejecutivos en los que los gobernadores han delegado ciertos poderes. Cada director representa a un país (en el caso de los países más grandes) o a un grupo de países. Los directores ejecutivos son nombrados por sus respectivos gobiernos o por las circunscripciones.
Cada uno de los organismos del Banco Mundial se rige por sus estatutos, que sirven de base jurídica e institucional para todo su trabajo.
Las actividades de la CFI y del MIGA incluyen la inversión en el sector privado y el suministro de seguros, respectivamente.

### Presidencia
Tradicionalmente, el presidente del Banco ha sido un ciudadano estadounidense nominado por el presidente de los Estados Unidos, el mayor accionista del banco. El candidato está sujeto a la confirmación por parte de los directores ejecutivos, para ejercer un mandato de cinco años, renovable.

#### Presidente actual
El 3 de abril de 2023, Ajay Banga fue seleccionado como el 14.º presidente del Grupo del Banco Mundial; comenzando su mandato el 2 de junio de 2023.

### Director Gerente
El director gerente del Banco Mundial es responsable de la estrategia organizativa; el presupuesto y la planificación estratégica; la tecnología de la información; los servicios compartidos; las adquisiciones corporativas; los servicios generales y la seguridad corporativa; el sistema de sanciones; y el sistema de resolución de conflictos y justicia interna. El actual director general, Shaolin Yang, asumió el cargo después de que Sri Mulyani dimitiera para convertirse en ministro de Finanzas de Indonesia.

### Revisión de las industrias extractivas
Tras las prolongadas críticas de la sociedad civil a la participación del Banco en los sectores del petróleo, el gas y la minería, el Banco Mundial lanzó en julio de 2001 una revisión independiente denominada Revisión de las Industrias Extractivas (EIR, por sus siglas en inglés), que no debe confundirse con la Informe de Impacto Ambiental. La revisión estaba dirigida por una "persona eminente", Dr. Emil Salim (exministro de Medio Ambiente de Indonesia). Salim celebró consultas con una amplia gama de partes interesadas en 2002 y 2003. Las recomendaciones de la RIE se publicaron en enero de 2004 en un informe final, "Striking a Better Balance". El informe concluía que los proyectos de combustibles fósiles y minería no alivian la pobreza, y recomendaba que la participación del Banco Mundial en estos sectores se redujera gradualmente antes de 2008 para ser sustituida por inversiones en energías renovables y energía limpia. El Banco Mundial publicó su respuesta de la dirección al EIR en septiembre de 2004 después de extensos debates con el consejo de administración. La respuesta de la dirección no aceptó muchas de las conclusiones del informe de la RIE, pero la RIE sirvió para modificar las políticas del Banco Mundial sobre el petróleo, el gas y la minería de manera importante, como documentó el Banco Mundial en un reciente informe de seguimiento. Un área de especial controversia se refería a los derechos de los pueblos indígenas. Los críticos señalan que la Respuesta de la Administración debilitó una recomendación clave según la cual los pueblos indígenas y las comunidades afectadas debían dar su "consentimiento" para que los proyectos siguieran adelante; en su lugar, habría "consultas". Tras el proceso de la RIE, el Banco Mundial publicó una política revisada sobre los pueblos indígenas.

## Críticas

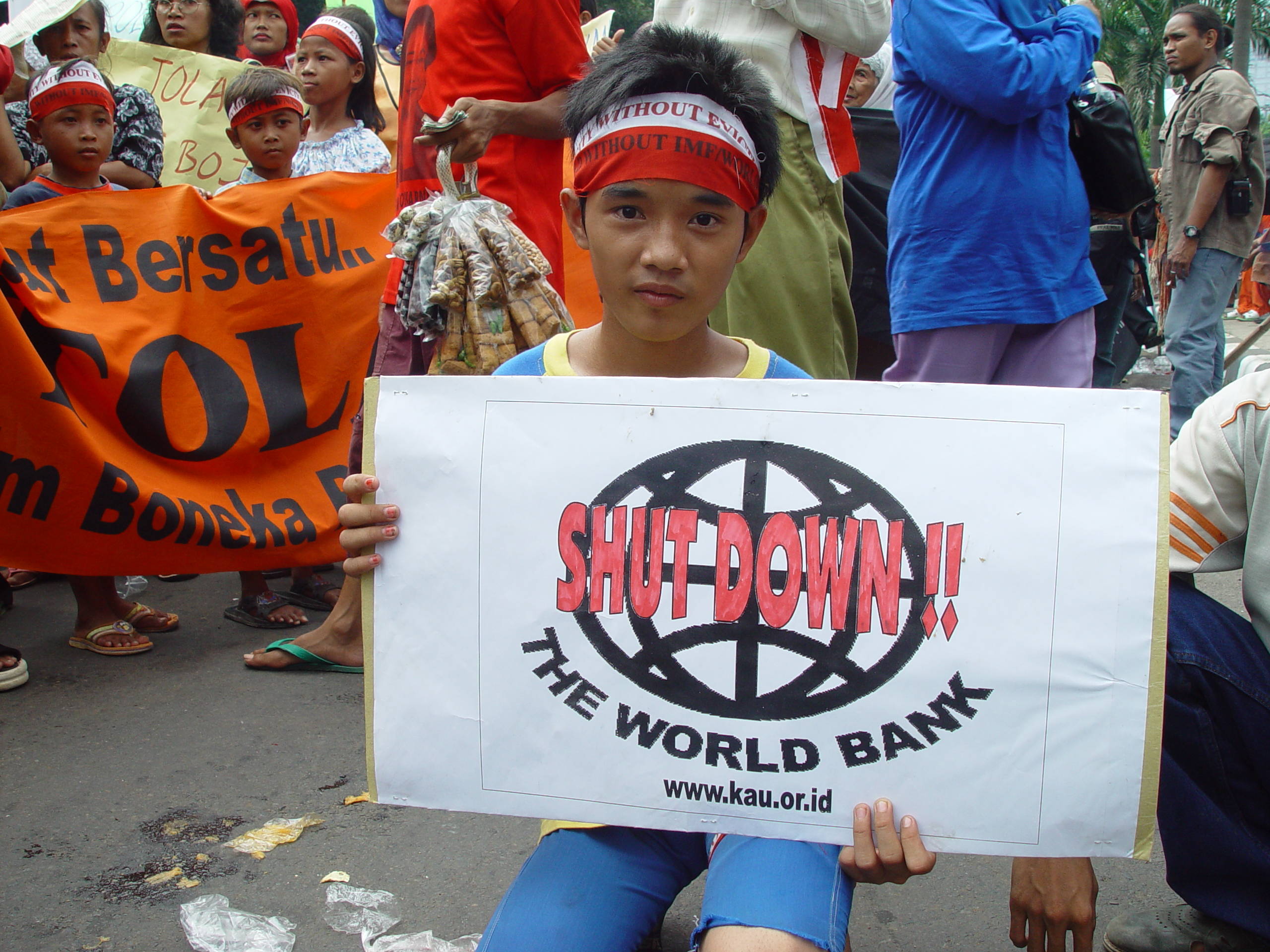
Un joven manifestante del Banco Mundial en Yakarta, Indonesia

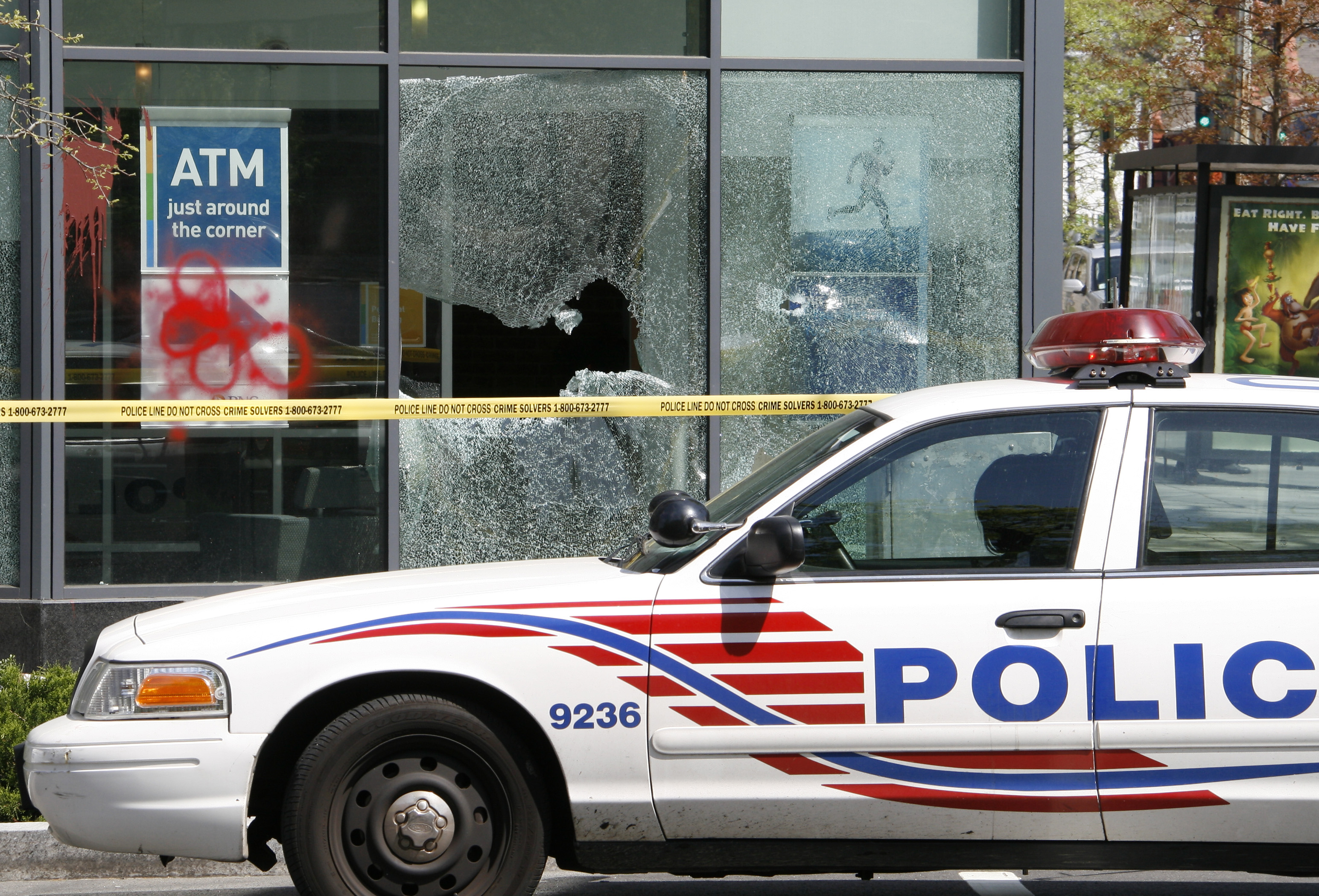
Los manifestantes del Banco Mundial / FMI rompieron las ventanas de esta sucursal del Banco PNC ubicada en el vecindario Logan Circle de Washington D. C.

El Banco Mundial ha sido criticado durante mucho tiempo por una serie de organizaciones no gubernamentales y académicos, en particular por su antiguo economista jefe Joseph Stiglitz, que es igualmente crítico con el Fondo Monetario Internacional, el Departamento del Tesoro de EE. UU., y los negociadores comerciales de EE. UU. y otros países desarrollados. Los críticos sostienen que las llamadas políticas de reforma de mercado libre -que el Banco defiende en muchos casos- en la práctica suelen ser perjudiciales para el desarrollo económico si se aplican mal, demasiado rápido ("terapia de choque"), en la secuencia equivocada, o en economías muy débiles y poco competitivas. Los acuerdos de préstamo del Banco Mundial también pueden forzar la adquisición de bienes y servicios a precios no competitivos, no de mercado.{Rp|5}} Otros escritores críticos como John Perkins, califican a las instituciones financieras internacionales de "ilegales e ilegítimas" y de engranaje de la diplomacia coercitiva estadounidense para llevar a cabo el terrorismo financiero.
En Masters of Illusion: The World Bank and the Poverty of Nations (1996), Catherine Caufield sostiene que los supuestos y la estructura del funcionamiento del Banco Mundial acaban perjudicando a las naciones en desarrollo en lugar de promoverlas. Caufield critica en primer lugar las recetas altamente homogeneizadas y occidentales del "desarrollo" que sostiene el Banco. Para el Banco Mundial, las diferentes naciones y regiones son indistintas y están listas para recibir el "remedio uniforme del desarrollo". El peligro de este supuesto es que, para alcanzar incluso pequeñas porciones de éxito, se adoptan enfoques occidentales de la vida y se abandonan las estructuras y los valores económicos tradicionales. Un segundo supuesto es que los países pobres no pueden modernizarse sin dinero y asesoramiento del extranjero.
Varios intelectuales de los países en desarrollo han argumentado que el Banco Mundial está profundamente implicado en los modos contemporáneos de imperialismo impulsado por los donantes y las ONG y que su contribución intelectual funciona, principalmente, para tratar de culpar a los pobres de su condición.
Los defensores del Banco Mundial sostienen que ningún país está obligado a pedir prestado su dinero. El Banco concede tanto préstamos como subvenciones. Incluso los préstamos son en condiciones favorables, ya que se conceden a países que no tienen acceso a los mercados de capitales internacionales. Además, los préstamos, tanto a los países pobres como a los de renta media, se conceden a un tipo de interés inferior al del mercado. El Banco Mundial argumenta que puede ayudar al desarrollo más a través de los préstamos que de las subvenciones, porque el dinero devuelto por los préstamos puede prestarse para otros proyectos.
También se expresaron críticas hacia la CFI y el OMGI y su forma de evaluar el impacto social y medioambiental de sus proyectos. Los críticos afirman que, aunque la CFI y el OMGI tienen más normas de este tipo que el Banco Mundial, dependen en su mayoría de clientes del sector privado para supervisar su aplicación y echan de menos una institución de supervisión independiente en este contexto. Por ello, se exige una amplia revisión de la estrategia de aplicación de las normas sociales y medioambientales de las instituciones.

### Alegaciones de corrupción
La Vicepresidencia de Integridad del Banco Mundial (INT) se encarga de la investigación del fraude y la corrupción internos, incluida la recepción de denuncias, la investigación y los informes de investigación.

### Inversiones
El Grupo del Banco Mundial también ha sido criticado por invertir en proyectos con problemas de derechos humanos.
El Asesor de Cumplimiento/Ombudsman (CAO) criticó un préstamo que el Banco hizo a la empresa de aceite de palma Dinant tras el golpe de Estado de Honduras de 2009. Hubo numerosos asesinatos de campesinos en la región donde operaba Dinant.
Otras inversiones controvertidas son los préstamos a la Presa hidroeléctrica de Chixoy en Guatemala mientras estaba bajo la dictadura militar, y a Goldcorp (entonces Glamis Gold) para la construcción de la Mina Marlin.
En 2019, la Comisión Ejecutiva del Congreso sobre China cuestionó al Banco Mundial por un préstamo en Xinjiang, China, que se utilizó para comprar material de seguridad de alta gama, incluyendo equipos de vigilancia. El Banco inició una investigación interna en respuesta a la acusación. En agosto de 2020, los legisladores estadounidenses cuestionaron la continuidad del desembolso del préstamo.

## Lista de presidentes
- Eugene Meyer  (18 de junio de 1946 – 4 de diciembre de 1946)
- John J. McCloy (17 de marzo de 1947 – 1 de julio de 1949)
- Eugene R. Black, Sr. (1 de julio de 1949 – 1 de enero de 1963)
- George D. Woods (1 de enero de 1963 – 1 de abril de 1968)
- Robert McNamara (1 de abril de 1968 – 1 de julio de 1981)
- Alden W. Clausen (1 de julio de 1981 – 1 de julio de 1986)
- Barber Conable (1 de julio de 1986 – 1 de septiembre de 1991)
- Lewis T. Preston (1 de septiembre de 1991 – 1 de febrero de 1995)
- En funciones: Ernest Stern (1 de febrero de 1995 – 1 de junio de 1995)
- James Wolfensohn (1 de junio de 1995 – 1 de junio de 2005)
- Paul Wolfowitz (1 de junio de 2005 – 1 de julio de 2007)
- Robert Zoellick (1 de julio de 2007 – 1 de julio de 2012)
- Jim Yong Kim (1 de julio de 2012 – 1 de febrero de 2019)
- En funciones: Kristalina Georgieva (1 de febrero de 2019 – 4 de abril de 2019)
- David Malpass (5 de abril de 2019 – 1 de junio de 2023)
- Ajay Banga (2 de junio de 2023 – presente)